# 日本初の一覧
日本初の一覧（にほんはつのいちらん）は、現存の是非にかかわらず、日本で（あるいは日本人による）初めてのことがらの一覧である。
- 日本固有の文化や行事は除外する。これらは各記事を参照すること。
- 日本で一番早いという意味で、日本一の一覧のサブカテゴリーである。
- 日本初でかつ現存している場合は、日本最古の一覧へも記載する。
- 世界初でもある場合は、世界初の一覧へも記載する。さらに、現存している場合は同様に世界最古の一覧へも記載する。
- 日本の女性として初めて何らかの業績を達成した人物は日本初の女性一覧に記載する。
- 日付を詳しく表す場合の決め事として、新暦導入以前（1872年以前）の日付は和暦による旧暦を主とし、丸括弧内に西暦（1581年以前はユリウス暦、1582年以降はグレゴリオ暦）を添える（※あくまで原則で、建国記念の日のように慣例がこれに当てはまらない場合もある）。同年4月（4月）は旧暦4月（新暦4月）、同年4月（4月か5月）は旧暦4月（新暦では5月の可能性もあり）を意味する。

## 総記
- 図書館 - 芸亭：8世紀前半（奈良時代後期）、石上宅嗣によって平城京に設置された公開図書館。
  - 公共図書館 - 青柳文庫：天保2年（1831年）、仙台藩が開設。
- 博物館 - 文部省博物館（現・東京国立博物館）：1872年（明治5年）開設。

### 学問一般
- ノーベル賞受賞 - 1949年（昭和24年）、湯川秀樹：物理学賞。「日本人のノーベル賞受賞者」も参照。
  - 物理学賞 - 上に同じ
  - 化学賞 - 1981年（昭和56年）、福井謙一
  - 生理学・医学賞 - 1987年（昭和62年）、利根川進
  - 文学賞 - 1968年（昭和43年）、川端康成
  - 平和賞 - 1974年（昭和49年）、佐藤栄作
- ウルフ賞受賞 - 1985年（昭和50年）、小平邦彦：数学部門
- イグノーベル賞受賞 - 1992年（平成4年）、資生堂横浜研究所：医学賞
- フランクリン協会のベンジャミン・フランクリン・メダル 受賞 - 1999年（平成11年）、外村彰：物理学賞
- ガードナー国際賞 - 1973年（昭和48年）、石坂公成・石坂照子
- アルバート・ラスカー医学研究賞受賞 - 1982年（昭和57年）、花房秀三郎：基礎医学研究賞
- ルイザ・グロス・ホロウィッツ賞受賞 - 1982年（昭和57年）、利根川進
- ダーウィン・メダル受賞 - 1992年（平成4年）、木村資生
- フィールズ賞受賞 - 1954年（昭和29年）、小平邦彦
- ガウス賞受賞 - 2006年（平成18年）、伊藤清
- 王立天文学会ゴールドメダル受賞 - 1936年（昭和11年）、木村栄
- プリツカー賞受賞 - 1987年（昭和62年）、丹下健三

### 書誌学
- 辞典 - 坂合部磐積による『新字』（逸書）：682年（天武天皇11年）。
- 近代百科事典 - 西周による『百学連環』：1870年（明治2年）頃。
- 本格的な雑誌 - 西洋雑誌 1867年10月
- 総合雑誌 - 明六雑誌 1874年4月2日
- 週刊誌 - 團團珍聞 1877年3月24日
- 社内誌 - カネボウの『兵庫の汽笛』1904年
- 本格的なフリーペーパー - フジサンケイリビングニュース 1971年6月

### ジャーナリズム
- 日本語の日刊新聞 - 横浜毎日新聞：1871年1月28日
- 夕刊紙 - 東京毎夕：1877年11月12日
- タブロイド紙 - 萬朝報：1892年11月1日
- 予想紙 - 中島高級競馬號：1924年
- スポーツ新聞 - 日刊スポーツ：1946年3月6日
スポーツ報知の創刊は1872年7月15日だが、当時は「報知新聞」で一般紙。スポーツ新聞として新装刊されたのは1949年12月30日。

### コンピュータ関連
- 機械式計算機 -「自働算盤」矢頭良一が開発。四則演算ができる。（1902年）
- リレーコンピュータ -「ETL Mark I」通商産業省工業技術院電気試験所（現:産業技術総合研究所）が開発。（1952年）
- 電子式コンピュータ（真空管式）-「FUJIC」富士フイルムがレンズの設計用に開発。（1956年）
- トランジスタコンピュータ -「ETL Mark III」通産省工業技術院電気試験所が開発。（1956年）※世界3番目
- プログラミング言語 -「SIP(Symbolic Assembly Program)」森口繁一が開発。（1959年）
- オフィスコンピュータ -「NEAC 1201」日本電気製電子会計機（1961年）
- パーソナルコンピュータ -「TK-80」ただし組み立てキット。なお日本初のマイコンキットではない。（1976年）
入出力装置を備えた完成品として販売されたものは、精工舎（現・セイコーエプソン）の「SEIKO-5700」。（1977年）
- 日本語ワードプロセッサ専用機 -「JW-10」東芝製（1978年）
- インターネット -「JUNET」（1984年9月）
村井純が慶應義塾大学と東京工業大学を接続。同年10月に東京大学が接続され日本におけるインターネットの起源となる。
- インターネットサービスプロバイダ - インターネットイニシアティブ (IIJ) が鈴木幸一によって設立される。（1992年）
  - 消費者対象インターネットサービスプロバイダ - ベッコアメ・インターネット（1994年）[1]
- CD-ROMソフトウェア -「最新科学技術用語辞典」三修社（1985年10月1日）[2]
- 検索エンジン - 千里眼（1994年12月）
- Webページ - 高エネルギー加速器研究機構のサイト（1992年9月30日）
- YouTubeの動画 - yasushinの「First time jump on wakeboard ウエークボード」と題する動画。（2005年6月26日）[3]
- コンピュータゲーム - セガの「ポントロン」とタイトーの「エレポン」（1973年）
- 家庭用TVゲーム機 - エポック社の「テレビテニス」（1975年）
- 家庭用カセット交換式TVゲーム機 - タカトクの「ビデオカセッティ・ロック」（1977年）
- コンピュータエンターテインメントレーティング機構教育・データベース指定ソフト - ゼンリンの「みんなの地図」（2006年）

## 宗教
- 神社 - 起源が特定できないため、諸説あり。
- イスラム教モスク - 神戸モスク（神戸市）1935年

### キリスト教
- キリスト教 - 1549年（天文18年、フランシスコ・ザビエルが薩摩半島（鹿児島県）の坊津に上陸。
- 正教会 - 函館ハリストス正教会（函館市）1861年
- 女子修道院 - トラピスチヌ修道院（函館市）1898年

### 仏教
- 仏教 - 仏教公伝、 538年、または552年という説が有力。
- 仏教寺院 - 飛鳥寺（奈良県明日香村） 588年造営開始（『日本書紀』）
- 官寺 - 百済大寺（奈良市・大安寺の前身）（奈良県桜井市）639年（百済大寺が天皇家の発願による最初の官寺とされ、桜井市の吉備池廃寺が寺跡に比定される。以下の文献を参照[4][5][6][7]）
- 念仏道場 - 大念仏寺（大阪市）1127年

## 歴史
- 打製石器（旧石器）の発見 - 1949年（昭和24年）7月、岩宿遺跡：相沢忠洋による。「日本列島の旧石器時代」も参照。
- 歴史上の人物 - 倭奴国（倭の奴国か）の大夫
紀元57年、後漢に朝貢して光武帝から印綬（漢委奴国王印）を授けられた人物。日本史上、その活動を（外国史書に）記された最初の人物。大夫は自称であるが、個人名は伝わっていない。
- 歴史上の人名 - 帥升
弥生時代中期から後期にかけての時代に属する、倭国の王の一人で、日本史上、個人名が分かる（外国史書に記された）最初の人物。ただし、実名たる日本語名は不明。なお、後述する「卑弥呼」なども同様である[8]が、言霊思想が浸透していた日本において、信頼に足る者以外に本名を知られることは呪詛に対して無防備になることを意味する[8]ため、基本的に秘匿され、公になるとしても、それは、権力者の家族やそれに次ぐような縁故者が呪詛の対象外である死者になった後に「歴史の一部」という形で残されるのが通例である[8]。
- 確認される為政者 - 帥升
史実として確認される最古の為政者であり、王。詳しくは上述。
- 確認される女性為政者 - 卑弥呼
史実として確認される最古の女性為政者であり、女王。173年頃より以前に即位。
なお、本名は伝わっていない。「卑弥呼」という名は、日本語名「ヒミコ」に対して中華王朝が中華思想に則った「卑」という侮蔑語を当てた漢訳名であり、本来の意味に沿って「ヒミコ」を漢訳するなら「日御子（意：太陽神の子）」あるいは「日巫女（意：太陽神に仕える巫女）」であろうとの説がある（井沢元彦）[8]。また、「ヒミコ」は個人名とは考えられず、後世の「天皇」のように一種の称号であったと推定される[8]。
- 選挙 - 参議の選出
天平3年（731年）に制度として成立。
- 武家政権 - 平氏政権
平清盛らにより、平安時代末期（1160年代）に成立。
- 幕府 - 鎌倉幕府
源頼朝により、元暦2年（1185年）もしくは建久3年（1192年）に成立。歴史学における「幕府」の定義が明確でない上、頼朝が諸国に守護・地頭を置くことができた年であれば1192年ではなくその7年前になる。2000年代から論争が始まっている。

## 地理

### 探検
- 世界一周 - 津太夫、儀兵衛（儀平とも）、左平、太十郎
寛政5年11月（1793年11月）に仙台藩の石巻湊（『石巻港』も参照）を出航し、漂流やロシア滞在を経て、文化元年9月（1804年の9月か10月）、長崎湊（長崎港）より帰国。「世界一周#日本人による世界一周」も参照。
- 南極探検 - 白瀬矗：1912年（明治45年）1月16日から2月4日までの間、南極大陸を探検、1月28日、南緯80度5分に到達し、この地点を大和雪原と命名した。
- 南極点到達 - 南極地域観測隊第9次越冬隊極点調査旅行隊（隊長・村山雅美）：1968年（昭和43年）12月19日。雪上車を使用。
- 北極点単独到達（犬ぞり） - 植村直己：1978年（昭和53年）4月29日。世界初でもある。
- 記録で確認できる、外国人による富士山登頂 - ラザフォード・オールコック（イギリス初代日本総領事）一行：万延元年7月27日（1860年9月11日）。
- マッターホルン登頂 - 麻生武治：1923年（大正12年）。
- アコンカグア登頂 - 早稲田大学山岳部遠征隊：1953年（昭和28年）1月26日。
- キリマンジャロ登頂 - 早稲田大学山岳部遠征隊：1957年（昭和32年）。
- エベレスト登頂 - 日本山岳会エベレスト登山隊（総隊長・松方三郎）、初登頂者は松浦輝夫・植村直己：1970年（昭和45年）5月11日。
  - エベレスト秋季登頂 - 石黒久・加藤保男：1973年（昭和48年）10月26日。世界初でもある。
  - 女性によるエベレスト登頂 - 田部井淳子：1975年（昭和50年）5月16日。世界初でもある。
  - エベレスト北壁登頂 - 重広恒夫・尾崎隆：1980年（昭和55年）5月10日。世界初でもある。
  - エベレスト冬季登頂 - 加藤保男：1982年（昭和57年）12月27日。（帰路、遭難死。）
  - エベレスト無酸素登頂 - 川村晴一・鈴木昇己・遠藤晴行・吉野寛・禿博信
1983年（昭和58年）10月8日。（吉野と禿は帰路に遭難死。）
- デナリ（マッキンリー）冬季単独登頂 - 植村直己：1984年（昭和59年）2月12日。（下山中に消息不明となる。）世界初でもある。
- K2登頂 - 重広恒夫・中村省爾：1977年（昭和52年）8月8日。
  - 女性によるK2登頂 - 小松由佳：2006年（平成18年）8月1日。
- アルプス三大北壁（マッターホルン北壁、アイガー北壁、グランド・ジョラス北壁）登頂 - 高田光政：1967年（昭和42年）7月22日。
  - 女性によるアルプス三大北壁登頂 - 今井通子：1971年（昭和46年）7月17日。
- 五大陸[注 1]最高峰登頂 - 植村直己：1970年（昭和45年）8月30日。世界初でもある。
- 七大陸最高峰登頂
  - 女性による七大陸最高峰登頂 - 田部井淳子：1992年（平成4年）。世界初でもある。
- 洞窟潜水探検 - 太田正道と杉村昭弘：1962年（昭和37年）3月21日と25日、秋吉台の秋芳洞。
- 動力機による航空機の飛行 - 日野熊蔵：1910年（明治43年）12月14日。
  - 日本が公認している、動力機による航空機の飛行[注 2] - 徳川好敏：1910年（明治43年）12月19日。
- 小型ヨット単独無寄港太平洋横断航海 - 堀江謙一：1962年（昭和37年）8月12日。（兵庫県西宮市 - サンフランシスコ）[9]
- 小型ヨット世界一周航海 - 栗原景太郎、武田治郎、白瀬京子[注 3]：1970年（昭和45年）8月22日。（マゼラン海峡を通過。）
- 小型ヨット単独無寄港世界一周航海 - 堀江謙一：1974年（昭和49年）5月4日。

## 法と政治

### 憲法と国のかたち
- 近代政党 - 自由党（1881- 1884年）
板垣退助らが1880年（明治13年）に結成し、翌年に成立した自由党。1874年（明治7年）に結成された政治結社である愛国公党を起源とする。なお、20世紀に存在した「自由党」はいずれも無関係である。

天皇制
- 大王 / 天皇 - 神武天皇
後の世に天皇と呼び換えられる大王の血統にあると伝えられる、神話的な最古の大王。日本神話では辛酉年（神武天皇元年）1月1日（ユリウス暦紀元前660年2月18日、グレゴリオ暦紀元前660年2月11日）の即位とされるが、初期の天皇の実在は確定されていない。
「天皇」の呼称は当時まだ存在しておらず、後付けである。後述する「『天皇』号の使用」を参照のこと。
- 実在が確実視される大王 / 天皇 - 一説に第15代・応神天皇（3世紀頃）、一説に第26代・継体天皇（5世紀頃）
上記の有力な2説のほかにも諸説あり。詳しくは別項「天皇の一覧#初期天皇の実在性」を参照のこと。
- 女性天皇 - 推古天皇
崇峻天皇5年（592年）に即位した、第33代天皇。
- 「天皇」号の使用 - 一説に天武天皇の頃、他説では推古天皇の頃
「天皇（明治以前の発音は、てんおう）」を使用し始めたのは、天武天皇（舒明天皇3年〈631年〉頃即位）時代と見る説が優勢であるが、さらに古く推古天皇（崇峻天皇5年〈592年〉即位）の時代とする説もある。
- 皇族外出身の皇后 - 光明皇后
天平元年（729年）、藤原不比等の三女・光明子が聖武天皇皇后に即位。
- 女性皇太子 - 安倍内親王（のちの孝謙天皇）
天平10年（738年）、立太子。

内閣
- 内閣総理大臣 - 伊藤博文
  - 明治生まれの内閣総理大臣 - 濱口雄幸

1870年生まれ。1929年就任。
  - 20世紀生まれの内閣総理大臣 - 佐藤栄作

1901年生まれ。1964年就任。
  - 大正生まれの内閣総理大臣 - 田中角栄

1918年生まれ。1972年就任。
  - 昭和生まれの内閣総理大臣 - 海部俊樹

1931年生まれ。1989年就任。
  - 戦後（第二次世界大戦後）生まれの内閣総理大臣 - 安倍晋三

2006年、第1次安倍内閣にて誕生。1954年生まれ。

国会
- 華族出身の公選国会議員 - 徳川頼貞
  - 音楽学者、実業家。1947年（昭和22年）の第1回参議院議員通常選挙に和歌山地方区から無所属で立候補し、徹底したドブ板選挙の結果、トップ当選を果たして参議院議員になった。「殿様議員」「紀州の殿様」などと呼ばれた。
- タレント国会議員 - 定義が曖昧なため、特定は不可能。
  - ここでは、挙げる人がいるという意味で徳川義親（尾張徳川家第19代当主、植物学者、狩猟家）を記載する。彼は、1911年（明治44年）10月4日、満25歳になったことで自動的に貴族院侯爵議員に就任した。なお、「個性を大衆に支持されている者」という意味で徳川義親は確かに「タレント」ではあったが、当時は公選ではなく官選の時代であり、タレント性を武器に「立候補して当選」したわけではなく、資格年齢に達したことで爵位（侯爵位）を得、爵位に基づいて議員資格を得ている。
- 公選によるタレント国会議員 - 石田一松
  - 吉本興業（東京吉本）所属のお笑いタレント。演歌師で、演歌歌手、作詞家、作曲家でもある。1946年（昭和21年）、第二次世界大戦後初の衆議院議員総選挙となった第22回衆議院議員総選挙に東京1区から立候補して当選しており、一般的には「タレント議員第1号」といわれている[10]。当時「タレント」という言葉は無く、石田は「芸能人代議士」と呼ばれていた。
- 「タレント」と呼ばれたタレント国会議員 - 藤原あき
  - 1962年（昭和37年）7月の第6回参議院議員通常選挙全国区において116万票の大量得票でトップ当選した。立候補するにあたっての彼女の職業は「タレント」であり、ここに「タレント議員」という用語が生まれた。
- 動画配信タレント出身のタレント国会議員 - 東谷義和（ガーシー）
  - YouTuber（暴露系）。2022年（令和4年）に行われた第26回参議院議員通常選挙に「ガーシー」名義でNHK党公認比例代表として立候補し、当選した[11]。当選したと同時にYouTubeのアカウントは「バン（※利用停止措置）」され、YouTuberでなくなっている。したがって、議員活動は元YouTuberとして行うことなった。ただし、海外にいる東谷には日本国内で詐欺容疑の逮捕状が出されており、帰国するとただちに拘束されることから、国内で議員活動を全く行うことなく任期を終える可能性まであるとの憶測を呼んでいる[12][13]。東谷は多くの問題を抱える議員であり、それについては該当記事を参照のこと。
- 作家の国会議員 - 東海散士
  - 小説家。1892年（明治25年）に当選して以来、衆議院議員として活躍し、10回当選している。農商務次官・外務参政官などを歴任し、条約改正反対運動に尽力した。
- 画家の国会議員 - 黒田清輝
  - 日本画家。第5回貴族院子爵議員互選選挙の補欠選挙で当選し、1920年（大正9年）3月20日付で貴族院議員に就任している[14]。
- アスリート出身の国会議員 - 岡崎勝男
  - 外交官でありながら、陸上競技選手として1924年パリオリンピックの長距離走に出場したアスリートでもあった。1949年（昭和24年）、第24回衆議院議員総選挙に民主自由党から立候補して当選し、国会議員になった。
- 格闘家出身の国会議員 - 八田一朗
  - 「日本レスリング界の父」と呼ばれるレスリング競技者。1965年（昭和40年）の第7回参議院議員通常選挙に自由民主党から立候補して当選し、国会議員になった。これをもって「スポーツ議員第1号」と呼ばれることが多いが、上述した岡崎勝男のほうが16年ほど早く、また、水球の1932年ロサンゼルスオリンピックおよび1936年ベルリンオリンピックの代表選手であった阪上安太郎の1958年（昭和33年）第28回衆議院議員総選挙当選のほうが7年ほど早い。つまり、正しくは「スポーツ議員第3号」である。ただ、目を見張る実績を挙げたアスリートということでは、八田が第1号である[注 4]。
- 音楽家の国会議員 - 須藤五郎か
  - 1950年（昭和25年）の第2回参議院議員通常選挙で日本共産党から全国区で立候補して当選し、国会議員になった。なお、音楽学者も含めるなら、1947年（昭和22年）当選の徳川頼貞が早い。
- 漫画家の国会議員 - 赤松健 [15][11]
  - 「表現の自由」「著作権法の整備」「海賊版対策」を選挙公約の3本柱に掲げ[15]、2022年（令和4年）7月10日に投開票が行われた第26回参議院議員通常選挙に自由民主党公認比例代表として立候補し、当選した[15][11]。当時、54歳。出身者ではなく現役の漫画家として政治活動をする[15]。

その他
- 名称に外来語を含む国民の祝日 - スポーツの日 - 「スポーツ」は英語由来語。
- 名称に片仮名表記を含む国民の祝日 - スポーツの日
- 元号 / 年号 - 大化
孝徳天皇元年（大化元年）6月19日（西暦645年7月17日）、大化の改新の一環として元号の使用を始め、「大化」を年号と定める。
- 一世一元の制に基づく元号 - 明治
明治元年（1868年）、明治維新の一環として一世一元の制が成立し、「明治」を年号と定める。
- 元号法（法律）に基づいて改元された元号および戦後（第二次世界大戦後）に改元された元号 - 平成
平成元年（1989年）、昭和天皇の崩御に伴い、政令で「平成」を年号と定める。

### 地方自治
- 都道府県議会 - 千葉県議会
1873年（明治6年）2月に議事則が制定され、各大区2人ずつ計32人の代議人が公選され、同年10月に千葉町の光明寺で第1回千葉県議会が開催された。
- 議員報酬の日当制 - 福島県矢祭町
2008年（平成20年）3月31日以降の矢祭町議会から適用。
- 史実として確認される戸籍 - 渡来人に関する戸籍
欽明天皇元年（540年）の頃より渡来人を支配するために用いられていた戸籍が、史書で存在を確認できる最古の戸籍である。
- 全国規模の戸籍 - 庚午年籍
天智天皇9年（670年）に全国規模で作られた（あるいは、造籍を図られた）最初の戸籍。
- 住民参加型市場公募地方債 - 愛県債（現・ぐんま県民債）：2002年3月25日発行。
- 平仮名のみの地方公共団体名 - 長野県諏訪郡ちの町
1948年（昭和23年）5月3日、町制施行と同時に改称。現在の茅野市ちの。
- 片仮名のみの地方公共団体名 - 滋賀県高島郡マキノ町
1955年（昭和30年）1月1日、市町村合併によって成立した。現在の高島市マキノ町地区。
- 平仮名のみの市 - 青森県むつ市
1960年（昭和35年）8月1日、大湊田名部市から改称。
- 片仮名のみの市 - 沖縄県コザ市
1956年（昭和31年）7月1日、市制施行。現在の沖縄市越来。

### 犯罪と刑法
- ハイジャック事件 - よど号ハイジャック事件：1970年（昭和45年）3月31日発生。
- 銀行強盗事件 - 赤色ギャング事件：1932年（昭和7年）10月6日発生。
- 航空機の強取等の処罰に関する法律第2条（致死罪）適用 - 全日空61便ハイジャック事件：2005年（平成17年）3月23日発生。
- 「良心の囚人」の認定 - 立川反戦ビラ配布事件の3被告人：2004年（平成16年）12月16日に判決が下る。
- 史上初めて死刑にされた人物 - 山部大楯 [16][17]
古代日本の豪族。罪状は、女鳥王（めとり の ひめみこ、雌鳥皇女）が着用していた玉釧[注 5]の窃盗。『古事記』によれば、山部の罪は、女鳥王（仁徳天皇から求婚されたものの、太后・石之日売命〈『日本書紀』では磐之媛命〉の嫉妬〈cf.〉を怖れて〈古事記〉これを拒み、速総別命〈はやぶさわけ の みこ、『日本書紀』では隼別皇子〉と結婚した。ここで夫は天皇の暗殺を企てたため、夫婦は天皇から討伐命令を出された。）と隼別皇子の追討を命じられ、これを果たすも、女鳥王が着用していた玉釧を掠め盗り、妻への贈り物としたことであった。後日、新嘗祭の後の豊明節会で、山部の妻が件の玉釧を身につけて参内した際、それが女鳥王の玉釧である事実に太后が気付いたことで犯行が発覚した。山部の妻は退席させられ、改めて呼び出された夫の大楯は、犯行を非難されたうえで死刑に処されることとなった。執行年月は、『古事記』での出来事を『日本書紀』の紀年で比定した場合、仁徳天皇40年11月（推定 西暦352年12月頃）となる。執行手段は不明。ただし、『日本書紀』では、追討者は山部大楯ではなく、吉備品遅部雄鯽（きびのほんちべ の おふな）および佐伯阿俄能胡（さえき の あがのこ）となっている。また、女鳥王の手に巻いていた玉釧の窃盗行為に対しては、佐伯阿俄能胡が自白して自らの土地を献上したことで死罪を免れたことになっている。
- 検察による許可の下、参観者がいる状態で死刑を執行された人物 - 赤井景韶（あかい かげあき）[18][19]
1885年（明治18年）7月27日、絞首刑に処された[18]。安政6年9月25日（1859年10月20日）生まれ[18]。27歳死亡[18]。ただし、冤罪事件である。高田事件によって収監されたが、その後、脱獄し、逃走中のところを目撃した人力車車夫を殺害した。刑の執行は当時の自由党の党員を始めとする100余名が参観している。
また、1896年（明治29年）9月15日には、検事の許可の下、斎藤甚吉（27歳）なる人が死刑になっている。刑の執行は北海道根室の刑場で行われており、30名が参観している。[20]
- 史上初めて斬殺刑に処された人物 - 凡河内香賜 [21][17]
古墳時代の5世紀後半の豪族。死刑理由：壇所（かむにわ）[注 6]で采女[注 7]と関係を持つ。
雄略天皇9年、新羅遠征のための神託を伺うべく、雄略天皇は香賜と采女を派遣して、胸方神（宗像三女神）を祀らせた。神事を行おうとする際、前述の行為に及ぶ。この行為を問題視した雄略天皇により、難波吉士日鷹に殺害命令を下したが、既に本人は逃亡。その後、弓削連豊穗を派遣して、国・郡・県とあまねく手配し、ついに凡河内氏の本拠地に近い三島郡藍原、のちの摂津国嶋下郡安威郷（現在の大阪府茨木市大田）で捕られ、斬り殺された。執行年は、 雄略天皇9年（推定 西暦465年）。
- 史上初めて絞首刑に処された人物 - 蘇我倉山田石川麻呂に連座した15人 [17]
15人の名前不明。死刑理由:謀反の疑いをかけられた蘇我倉山田石川麻呂の連座。乙巳の変（この変の際、蘇我倉山田石川麻呂は皇極天皇の御前で朝鮮使者の手紙を読み上げていた。その際、蘇我入鹿暗殺計画を知っていたため、冷や汗をかきまくり、蘇我入鹿に不信がられた。）後に、日本初の右大臣に就任。大化5年（649年）3月に、異母弟の蘇我日向が石川麻呂が謀反を起こそうとしていると中大兄皇子に讒言。この讒言を信じた中大兄皇子が孝徳天皇に報告した。その後、孝徳天皇は2度マヘツキミを石川麻呂のもとに派遣して事の虚実を問わせた。石川麻呂は使者に対して、直接孝徳に陳弁したいと答えたところ、孝徳天皇により派遣された蘇我日向と穂積咋が兵を率いて山田寺を包囲した。長男の興志は兵士を集め抗戦することを主張したが、結局石川麻呂は妻子8人と共に山田寺で自害した。そして、自害した蘇我倉山田石川麻呂に連座する形で、斬殺された者14人、絞首刑により執行された者が15人に上ったという。
- 史上初めて銃殺刑に処された人物 - 須田秀広

須田盛秀の嫡男。須賀川城落城時に伊達軍に生け捕られ、天正17年10月29日（1589年12月6日）に伊達政宗の手により火縄銃で執行された。
- 明治以後 - 元兵部省鳶人足の藤吉と定次郎 

罪状は仲間を作って、前者は約600両、後者は約520両相当を得るまで官物窃盗を繰り返し行ったこと。1872年（明治5年）5月13日に死刑が確定し、6月8日に多田陸軍裁判中主理（9等判任官）立会いの下、矢上大尉・勝部少尉・葉山少尉率いる小隊により執行された。
- 窃盗による死刑
  - 不明（記録上は、山部大楯）（上記）
- 明治以降期間の定めのない懲役の判決を受けた女性
  - 山下知恵[24][25][注 8] [27][28][29]
  - 未成年 - 植村ヒテ[30]（14歳。但し、15歳以下であったため、35円[現在の価値で70万円[31]]の収贖に刑を換えている[32][33]。）[注 9]
- 懲役など労働を伴う刑
  - 不明（記録上は、住吉仲皇子側についた淡路島野島の漁師達）[注 10][34][35]
- 入墨刑
  - 不明（記録上は、住吉仲皇子側についた阿曇連浜子）[注 11][34][35]
- 警察官 - 1871年（明治4年）の東京府に設置された邏卒（らそつ）：のち「巡査」に改称。「日本の警察官」も参照。
  - 女性警察官 - 1946年（昭和21年）採用の婦人警察官（婦警）：GHQの指示による。
  - 女性の警察本部長 - 2013年8月20日、警察庁刑事局国際捜査管理官だった田中俊恵警視長を岩手県警察について発令。
  - アメリカの女性警察官 - 永田有理。2010年代にアメリカ・ロサンゼルス市警察で拝命。この為に日本国籍を離脱したという。

### 民事法
法人
- 株式会社 - 海援隊（1865年、現・三菱商事）
- 第三セクター企業 - 佐渡汽船（1932年）
- 公益法人 - 社団法人報徳遠譲社第三分社船明東社（1884年2月21日設立）
- 特定非営利活動法人 - NPO法人ジュース（1999年2月登記完了）[36]

知的所有権
- 日本人初の特許取得 - 平山甚太による "Daylight Fireworks"
「昼花火」とも「昼間の煙火」とも訳される煙火（花火の一種）であり、1883年（明治16年）、日本人で初めてアメリカ合衆国ニューヨークで特許を取得した[37]。
- 国内初の特許取得 - 堀田瑞松（東京府の木竹彫刻家）による「堀田式錆止め塗料及びその塗法」
1885年（明治18年）7月1日出願、同年8月14日登録。登録日はこれを記念して「専売特許の日」になった。漆や柿渋・生姜等を使った防錆塗料と塗法で、鉄製船舶の船底が海水に腐食されることを防ぐためのもの。アメリカ合衆国でも特許取得。
- 国内初の商標登録 - 平井祐喜（京都府の薬店経営者）による膏薬（こうやく）丸薬
1884年（明治17年）10月1日出願、1885年（明治18年）6月2日登録[38][39]。
- 国内初の意匠登録 - 8代目須永由兵衛（栃木県足利市の織物業者）による「雲井織」
1889年（明治22年）5月に登録された、織物縞の意匠[39]。

### 裁判と手続き
- 初の違憲がどうかが争われた裁判 - 死刑合憲判決[要出典]
- 初の法令違憲の判決 - 尊属殺重罰規定違憲判決
- 裁判員制度による事件 - 足立区女性整体師刺殺事件
- 裁判員制度による死刑求刑事件 - 新橋耳かき店員殺害事件：判決は無期懲役。
- 裁判員制度による死刑判決事件 - 横浜港バラバラ殺人事件
- 裁判員制度による被告人が未成年の事件 - 石巻3人殺傷事件：裁判員による初の未成年への死刑求刑事件でもある。
- 裁判員制度による性犯罪事件 - 十和田市2女性強盗強姦事件
- 死刑判決が破棄・無罪となった冤罪事件 -免田事件
- 被告人が特定少年として検察に起訴され、実名を公表された事件 - 甲府市殺人放火事件：特定少年に対する初の死刑求刑・死刑判決事件でもある。

### 国際政治・外交
- 特命全権大使 - 1905年（明治38年）、駐英公使林董が大使に昇格する形で初めて就任。
  - 女性特命全権大使 - 1980年（昭和55年）、駐デンマーク大使高橋展子
- パスポート取得　1866年11月23日　(慶應2年)　隅田川浪五郎

### 政治各論
- 公共福祉施設の設営 - 記録上の最古は、養老7年（723年）の悲田院
この年、皇太子妃時代の光明皇后が設置。なお、伝説上での最古は、聖徳太子が推古天皇元年（593年）に設置したという、四箇院の一部施設としての悲田院・施薬院・療病院。
- 年金制度 - 寛文3年（1663年）[40]
保科正之治世下の会津藩で施行された養老扶持の一つ[40][41]。身分および男女の別を問わず、領内の数え年90歳以上の老人（初年155名）に終生一人扶持（1日あたり玄米5合）を支給するというもの[40][41][リンク切れ]。弘化元年12月24日（1845年1月19日）に幕府より養老扶持の廃止が通達されたが、会津藩では藩米をもってその後も変わらず続けられた[40]。

## 社会

### 経済
通貨
- 官銭 - 和同開珎（708年）
流通していたかどうか判明していない富本銭（683年頃）や私銭の無文銀銭（660年頃）も存在していた。
- 金貨 - 開基勝宝（760年）
- 銀座 - 伏見銀座：慶長6年5月（グレゴリオ暦1601年の5月か6月）に成立。
- 紙幣 - 山田羽書（1603年）
  - 日本全国で通用する紙幣 - 太政官札（1868年）
  - 洋式印刷による紙幣 - 明治通宝（1872年）
  - 日本銀行券 - 旧拾圓券(1885年)
- 記念貨幣 - 東京オリンピック記念千円硬貨と百円硬貨（1964年）
- 色付き硬貨（カラーコイン）- 第5回アジア冬季競技大会記念貨幣（2003年）
- 人物肖像が入る記念貨幣 - 坂本龍馬の千円硬貨（地方自治法60周年記念）（2010年）
- バイメタル貨
  - 記念貨幣として - 地方自治法施行60周年記念五百円貨幣（2008年）
  - 一般流通用貨幣として - 五百円バイカラー・クラッド貨（2021年）

金融・決済手段
- 銀行 - 第一国立銀行（1873年8月1日営業開始、現・みずほ銀行の前身の一つ）
- 先物取引（差金決済を含む先物取引）- 大阪の堂島米会所で行われた帳合米取引
享保15年（1730年）。世界初でもある。
- 損害保険会社 - 東京海上保険（1879年、現・東京海上日動火災保険）
- 生命保険会社 - 明治生命（1881年、現・明治安田生命保険）
- クレジットカード - 丸井が発行：1960年（昭和35年）。
- キャッシュカード - 住友銀行（現・三井住友銀行） 新宿支店・梅田支店が採用：1969年（昭和44年）[42]。
- 現金自動預け払い機 - 住友銀行新宿支店・梅田支店に設置：1969年
- プリペイドカード - テレホンカード：1982年（昭和57年）
- 非接触型電子マネー - としまえん「キャッシュレスタグ」：1996年（平成8年）
- デビットカード - J-Debit：1999年（平成11年）

### 教育
- 公民館 - 後藤伯記念公民館：1941年（昭和16年）開設。奥州市水沢に所在。

### 国防・軍事
- 歴史上の戦争 - 倭国大乱
2世紀後半に倭国のどこかで起こったとされ、中国の複数の史書に記述が見られる。「日本の合戦一覧」も参照。
- 詳細の明らかな戦争 - 磐井の乱
実行者や状況が分かる戦争で最も古いもの。継体天皇21年（527年）に勃発した内乱（ - 528年）。
- 海外の国家との国家間戦争 - 不明
日本書紀や広開土王碑の記述から有史以前より倭人が朝鮮半島で戦争をしていたことがうかがえるが、詳細は不明である。記録に残るものでは白村江の戦い（天智天皇2年/663年）が最古である。
- 近代的国家間戦争 - 日清戦争
近代装備（産業革命以降の軍備）を整えた日本国軍が海外へ出兵した最初の国家間戦争。1894年（明治27年）開戦（ - 1895年）。
- 全面降伏した戦争 - 第二次世界大戦
この前にも白村江の戦いや朝鮮出兵、シベリア出兵など失敗したものもあるが、これらは後に敵国と講和している。
- 史実として確認される軍神の崇拝 - タケミカヅチ（武甕槌神）信仰とフツヌシノカミ（経津主神）信仰

奈良時代に成立した『日本書紀』に故事があり、タケミカヅチは鹿島社（鹿島神宮）にて、フツヌシノカミは香取社（香取神宮）にて、当時すでに古くから軍神として崇められていたという。
- 日本在来の軍神の崇拝 - 上に同じ。
- 渡来系の軍神の崇拝 - 一説に、八幡信仰（ヤハタノカミ〈八幡神〉の信仰）

秦氏が日本に帰化する際に一族の神を持ち込んだとする説を採る場合、百済起源の神ということになる。
古代の朝鮮半島の特に済州島で祀られていた風と海の女神にして姥神であるヨンドゥン・ハルマンに起源があるとする説でも、朝鮮半島南部に由来する神ということになる。
ただし、宇佐神宮（宇佐八幡宮）の縁起『八幡宇佐宮御託宣集』（鎌倉時代後期に成立）は、古墳時代後期中葉にあたる欽明天皇32年（571年）頃に豊前国宇佐郡の厩峯（馬城嶺、御許山）に囲まれた菱形（ひしがた；菱潟）の畔に鍛冶翁（かじのおきな）の姿で示顕したと伝えており、ここでは鍛冶神が起源ということになっている。ほかにも、海神、「ヤハタ」という地域の土地神、幡を立てて祀る神、焼畑神などに起源を求める諸説が古くからある。
- 仏教に由来する軍神の崇拝 - 毘沙門天信仰

飛鳥時代後期にあたる文武天皇元年（697年）、神峯山寺（大阪府高槻市所在）に日本で初めて像が安置されたと、『神峯山寺秘密縁起』に記されている。
なお、帝釈天信仰は、毘沙門天信仰と同等の古さがあり、7世紀中ごろに法隆寺に安置された玉虫厨子（※推古天皇の時代に安置されたと寺伝にあるが、研究の結果、そこまでは遡れないことが確認されている。）に描かれている「施身聞偈図」（せしんもんげず）」に見られる図像が、最古の遺存例である。つまり、遺存例に関しては帝釈天のほうが少なくとも半世紀ほど古い。ただ、バラモン教において最有力な英雄神で軍神でもあるインドラが護法神という役割で仏教に取り込まれた形である帝釈天は、人間の戦さに関与する「軍神」の性質を失っており、「仏教に由来する（日本の）軍神」には該当しない。毘沙門天は、帝釈天とは逆に、バラモン教においては財宝神であったのが、護法神としてインドで仏教に取り入れられた後、中央アジアから中国に伝わる過程で軍神の性質を強めていったものである。
- 将軍 - 四道将軍（大彦命、武渟川別命、吉備津彦命、丹波道主命）
- 東夷征討を任とする将軍（征夷大将軍の前身）- 巨勢麻呂
和銅2年（709年）、陸奥鎮東将軍に在職。
- 征夷大将軍 - 大伴弟麻呂
延暦12年（793年）に就任し、これが史料における「征夷大将軍」の初出とされる。
- 女性自衛官 
  - 1952年（昭和27年）11月、保安隊（自衛隊の前身）において現役の看護婦（看護師）らが採用され、婦人保安官として正式に採用となった[49]。
- アメリカ海兵隊員 - 高梨公利（たかなし きみとし）
  - 1988年に親戚を頼ってアメリカ合衆国の永住権を取得し、1990年（平成2年）に23歳で入隊した、広島県出身の男性。1998年に除隊し、2010年時（取材時）は会社員[50]。
- 軍事関係裁判における死刑
  - 旧日本陸軍 -  元兵部省鳶人足の藤吉と定次郎
  - 旧日本陸軍（陸海軍省分離前の兵部省の時期まで遡った場合） - 竹松・仙太郎・鷲太郎・徳之助・貞之助・小太郎・源次郎（第3大隊銃手）[注 14][51]
  - 旧日本海軍 -伊藤鉱吉(一等水兵)[注 15]
  - 旧日本海軍（兵部省海軍掛だった時期まで遡った場合) -長鯨丸鍛冶職乗組員の政吉[注 16][54]

### 民俗学・文化人類学
- 釈迦の誕生日を祝う行事 - 推古天皇14年（606年）に飛鳥寺で行われたとされる（第1回の）灌仏会か
- 花見会 - 特定不可能
桜の花見が普及する以前は、中国文化の影響から梅の花見が一般的であった。しかし、梅の花見が行われ始めた時期についての史料は無い。
  - 桜の花見会 - 記録に残るものでは、神泉苑にて嵯峨天皇が弘仁3年2月12日（812年3月28日）に開いた「花宴の節」
- クリスマス - 天文21年12月9日（1552年12月24日）の降誕祭のミサ
大寧寺の変後の周防国山口（現・山口市滝町など）において、イエズス会宣教師コスメ・デ・トーレスらが司祭館に日本人信徒を招いて行った。
- 雪祭り - 古来、行われてきた催事であり、日本初は特定不可能。
下記の通り、一定条件を課せば限定は可能である。なお、雪祭りは雪具供養等の祭事の側面をもつ場合があり、宗教色のない催事とは区別する。また、「雪まつり」と称し、地方公共団体等が開催する現代的なイベントだけを恣意的に過去の雪祭りと切り離して区別・定義することは辞典的でなく、ここでは避ける。
  - 大会形式の近代的雪祭り[注 17]
    - 一中雪戦会[55][56]
札幌尋常中学校（旧・北海道庁立札幌第一中学校［札幌一中］、現・北海道札幌南高等学校の前身）の雪戦会[55]。雪像展なども行ったが、騎馬戦形式の雪合戦を主体とした雪祭りであり、1897年（明治30年）に第1回が開催され、1945年（昭和20年）終戦の年まで46回続いた[55]。現代のさっぽろ雪まつりと相比される当時の日本の代表的な雪祭り[55]。

  - 雪合戦を主とする、大会形式の近代的雪祭り
    - 一中雪戦会：上に同じ。

  - スケートを主とする、大会形式の近代的雪祭り
    - 中島遊園地（現・中島公園）の氷上カーニバル
北海道札幌区の中島遊園地（現・北海道札幌市中央区の中島公園）で1925年（大正14年）に始まった催事で、札幌市民の仮装によるスケーティングを審査・表彰するもの[56]。

  - 雪像展覧会を主とする、大会形式の近代的雪祭り[注 18]
    - 小樽市北手宮尋常小学校（現・小樽市立北手宮小学校）の雪祭り
「現存する日本最古の、大会形式の近代的雪祭り」である。1935年（昭和10年）2月24日に第1回開催。同校は1988年（昭和63年）9月21日に「雪まつり発祥の地記念碑」を建立しているが、上述の通り、実際は「雪像展覧会を主とする」等の限定条件付きである[57]

  - 住民主催で始まった、雪像展覧会を主とする、大会形式の近代的雪祭り[注 19]
    - 十日町雪まつり[58]
第1回は1950年（昭和25年）2月4日・5日、新潟県中魚沼郡十日町の十日町文化協会が主催し、雪の芸術展や雪具供養の火の周りで十日町小唄を踊る雪中カーニバルやスキー駅伝大会などを主要イベントとして開催された[58]。十日町は「現代雪まつり発祥の地」を宣言し、十日町雪まつりが「日本初の雪祭り」であると標榜していて[58]、それが広く一般にも通用しているため、ここに記すが、上述の通り、実際は「雪像展覧会を主とする」「住民主催で始まった」等の限定条件付きである。
- バレンタインデー - 諸説並立して、定説なし
確認できている販売促進活動で最も早期に当たるものは、神戸モロゾフ製菓（現・モロゾフ）による1936年（昭和11年）2月12日起源説。詳しくは「バレンタインデー#沿革」を参照のこと。
- ハロウィン - 不明
確認できている販売促進活動で最も早期に当たるものは、キデイランド原宿店が1970年代に開始したハロウィン関連商品の店頭販売[59]。

## 自然科学
- 科学館 - 大阪市立電気科学館（現・大阪市立科学館）：1937年（昭和12年）開設。
- 天然ダイヤモンドの発見 - 2007年（平成19年）、愛媛県
水上知行が岩石の中から1000分の1ミリメートルの天然ダイヤモンドを発見。

### 気象学
- 近代科学に基づく天気予報 - 1875年（明治8年）6月1日、東京気象台による[60]。
- 近代科学に基づく気象警報[61] - 暴風警報：1883年（明治16年）5月26日発表[60]。
- 高所気象台、山岳測候所 - 山階宮筑波山測候所（現・筑波山神社・筑波大学計算科学研究センター共同気象観測所）[62]：1902年（明治35年）1月1日開設（通年観測の開始）[63]。

### 天文学・宇宙開発
- 御池山クレーター - 長野県飯田市（旧・上村）の御池山にある隕石クレーター
日本国内で初めて隕石衝突による痕跡が確認されたクレーター[64]。
- 反射望遠鏡 - 国友一貫斎によるグレゴリー式望遠鏡。（1820年頃）
- 屈折望遠鏡はそれ以前にヨーロッパから日本に伝わっていた。最も古い国産のものは、岩橋善兵衛の窺天鏡（1793年）が代表としてある。
- 天文台 - 天武天皇4年1月5日（ユリウス暦675年2月8日）に天皇自らが開設した占星台（占星術天文観測所）が確認可能な最古。
- プラネタリウム - 大阪市立電気科学館に設置されたドイツ製のプラネタリウム「カールツアイスII型25号機」：1937年（昭和12年）開設。アジア初でもある。
- 人工衛星 - おおすみ（1970年2月11日打ち上げ）※世界4ヶ国目
ラムダ L-4S は、人工衛星を打ち上げ軌道投入させた日本開発による初の発射体となった。
- 科学衛星 - しんせい（1971年9月28日打ち上げ）※太陽電池パネルを搭載した日本初の衛星でもある
- 静止衛星 - きく2号（1977年2月23日打ち上げ）※世界3ヶ国目
- 学生が設計・開発に携わった人工衛星 - 鯨生態観測衛星 観太くん（千葉工業大学）（2002年打ち上げ）
日本で初めて民生部品を使用した人工衛星でもある。
- 学生だけで設計・開発した人工衛星 - 小型人工衛星、XI-IV（東京大学）・CUTE-I（東京工業大学）（2003年打ち上げ）
XIとCUTE-Iは日本初のCubeSatの打ち上げケースでもある。
- 惑星間探査機 - さきがけ（1985年1月8日打ち上げ）
日本初の宇宙探査機。ハレー彗星を探査するすいせいの試験探査機。
- 月探査機 - ひてん（1990年1月24日打ち上げ）
- 火星探査機 - のぞみ（1998年7月4日打ち上げ）
- 小惑星探査機 - はやぶさ（2003年5月9日打ち上げ）
- 小型月着陸実証機 - SLIM（2023年9月7日打ち上げ）
- 宇宙飛行士（選ばれた日基準）- 毛利衛、向井千秋、土井隆雄：1985年（昭和60年）に選ばれた。
  - 女性宇宙飛行士 - 向井千秋：1985年（昭和60年）に選ばれた。アジア人（アジア系民族）女性初でもある。
  - アストロノート（アメリカ合衆国で宇宙飛行士訓練をした宇宙飛行士）- 毛利衛 ：1985年（昭和60年）。
  - コスモノート（ロシアで宇宙飛行士訓練をした宇宙飛行士）- 秋山豊寛：1990年（平成2年）。
- 宇宙へ行った宇宙飛行士 - 秋山豊寛
1990年（平成2年）12月2日、ソユーズTM-11による飛行。旧ソ連認定の宇宙飛行士資格を取得した上で民間企画によって挙行された。「世界初の商業宇宙飛行者」「世界で最初に宇宙へ行ったジャーナリスト」でもある。
  - 日本政府の宇宙開発事業によって宇宙へ行った宇宙飛行士 - 毛利衛
1992年（平成4年）9月12日、スペースシャトル・エンデバーによる飛行。
  - 宇宙へ行った女性宇宙飛行士 - 向井千秋：1994年（平成6年）7月8日。アジア人女性初でもある。
    - 日本政府の宇宙開発事業によって宇宙へ行った女性宇宙飛行士 - 向井千秋：上に同じ。
- ロシア製宇宙船に搭乗した宇宙飛行士 - 秋山豊寛：1990年（平成2年）12月2日。ソユーズ。
- アメリカ製宇宙船に搭乗した宇宙飛行士 - 毛利衛：1992年（平成4年）9月12日。スペースシャトル。
- 宇宙遊泳（船外活動）をした宇宙飛行士 - 土井隆雄
1997年（平成9年）11月19日から12月5日まで行われたスペースシャトル・コロンビアのミッションSTS-87時。
- 宇宙船搭乗科学技術者 - 毛利衛
スペースシャトルの搭乗科学技術者（ペイロードスペシャリスト）として1992年（平成4年）9月12日に飛行。
- 宇宙船搭乗運用技術者 - 若田光一
スペースシャトルの搭乗運用技術者（ミッションスペシャリスト）として1996年（平成10年）1月11日に飛行。
- 宇宙船操縦士 - 野口聡一：ソユーズTMA-17の副操縦士として2009年（平成21年）12月20日に飛行。
- 国際宇宙ステーションに長期滞在した宇宙飛行士 - 若田光一：2009年（平成21年）3月15日に飛行。
- 宇宙船船長 - 若田光一：2013年（平成25年）11月7日に飛行。第39次ISS長期滞在ミッションでISSコマンダー（司令官）就任。
- 宇宙へ行った日本の動物 - ニホンアマガエル：秋山豊寛の1990年（平成2年）12月2日の飛行に伴う。

### 生物学
- 日本の植物に学名を命名 - ヤマトグサ：1889年（明治22年）、牧野富太郎が新種として学術誌に記載（命名）。
- 日本領内での恐竜化石の発見 - ニッポノサウルス・サハリネンシス
1934年（昭和9年）、当時日本領であった樺太（現・ロシア、サハリン州南部）にあった豊栄郡川上村の上部白亜紀地層から発見された。
  - 第二次世界大戦終了以降の日本領内での恐竜化石の発見 - モシリュウ
1978年（昭和53年）、岩手県下閉伊郡岩泉町茂師の下部白亜紀地層から発見された。「日本列島での恐竜化石の発見」とも言い換え可能。いまだ学名はない。
- 日本領内での首長竜化石の発見、新種首長竜化石の発見 - フタバサウルス・スズキイ（フタバスズキリュウ）
1968年（昭和43年）に福島県の大久川河岸の上部白亜紀地層から発見され、新属新種の首長竜と判明した2006年（平成18年）に学名が正式に記載された。
- 恐竜の足跡化石の発見 - 1985年（昭和60年）4月3日、群馬県多野郡中里村（現・神流町の恐竜王国中里）
- 近代的動物園 - 恩賜上野動物園（1882年）
  - 動物園における大型肉食獣無柵式放飼場 - 東山動物園（1937年）
- 水族館 - 第2回水産博覧会での和楽園水族館（神戸市）（1897年）
  - 順路のない水族館 - 鳥羽水族館：世界初でもある
- 寄生虫に特化した博物館 - 目黒寄生虫館：1953年（昭和28年）開設。日本初にして唯一。世界初でもある（2017年12月に韓国ソウルの江西区にて世界で2つ目の寄生虫博物館が開設されている）。
- 臨海実験所 - 江ノ島臨海実験所 - 1877年（明治10年）7月17日、エドワード・モースが東洋初の臨海実験所を江の島に開設し、海洋生物の研究を行った。当地は海洋生物学発祥の地。

### 医学
- 公共医療施設の設営 - 記録上の最古は、天平2年（730年）の施薬院
光明皇后が設置。なお、伝説上での最古は、聖徳太子が推古天皇元年（593年）に設置したという、四箇院の一部施設としての施薬院と療病院。
- 西洋医学の医師 - 免許制の導入は1874年（明治7年）。
  - 西洋医学の女医 - 1885年（明治18年）、荻野吟子の開業
- 全身麻酔による手術 - 文化元年（1804年）、華岡青洲による
史実と確認できるものでは世界初。
- 種痘術 - 文政7年（1824年）、中川五郎治による
- 性転換者 - 1950年（昭和25年）から1951年（昭和26年）にかけて日本国内で数回の手術を受けた、永井明子 (MTF)
- 臓器移植
  - 腎臓移植 - 1956年（昭和31年）、新潟大学にて行われた
  - 心臓移植 - 1968年（昭和43年）、札幌医科大学で和田寿郎によって行われた
  - 臓器移植法に基づく移植手術 - 1999年（平成11年）に実施
- 授精・出産
  - 人工授精（非配偶者間人工授精）による出産 - 1949年（昭和24年）、慶應義塾大学病院にて
  - 体外受精による出産（試験管ベビー）- 1983年（昭和58年）、東北大学医学部付属病院にて
- エイズ患者の認定 - 1985年（昭和60年）3月21日
- 献体者 - 1869年（明治2年）8月13日、江戸の遊女だった美幾（前日に34歳で死去）。献体希望者としての第1号は、洋学者・軍学者の宇都宮三郎ともいわれている（1868年（明治元年）に希望したが、その後病から回復。1902年に67歳で死去したが、解剖すら行われなかった）。
- 医学書 - 安倍真直、出雲広貞らにより、808年（大同3年）に『大同類聚方』が編纂された。なお、799年（延暦18年）に和気広世により編纂されたといわれる『薬経太素』が日本初の医学書であるとする説[注 20]がある。
- 製薬会社 - 三光丸（1319年以前） ※創業としての日本初であり、会社としての設立はこの限りではない。
  - 会社として日本初なのは、大日本製薬合資会社（1885年、現・住友ファーマ）

## 工学・技術

### 建築
- 西洋式城郭 - 戸切地陣屋（ヴォーバン方式）（北斗市）1855年
- 西洋式ホテル - 横浜ホテル 1860年
- 10階以上の建物 - 凌雲閣（12階建て、東京都浅草）1890年
なお、大阪茶屋町にも同名の凌雲閣が1889年に開業しているが、こちらは9階建てである。
- 西洋式劇場（本格的なもの）- 帝国劇場（東京都千代田区）1911年
- コンクリート造り寺院 - 真宗大谷派函館別院（函館市）1915年
- 駅ビル - 阪急電鉄梅田駅の阪急本社ビルディング（大阪市）1920年[65][66]
- 絶対高さ制限（住居地以外31 m）を超える建物 - 第一生命ビル（軒高40.75 m、最高高さ41.23 m、日本初の12階建てビル、大阪市北区梅田）1953年5月20日[67][68][69]
- 官民合同ビル - 三重会館（津市）1956年[70]
- 億ション（高級マンション）- コープオリンピア（東京都渋谷区神宮前）1965年
- 超高層建築物（高さ100 m以上）- 霞が関ビルディング（東京都千代田区）1968年
- ペンション - 綿貫ペンション（群馬県草津町）1969年
- ツインタワー（本格的なもの）- TWIN21（大阪市）1986年
- 連結超高層ビル - 梅田スカイビル（大阪市）1993年
- スーパートール（高層ビル・都市居住協議会=CTBUHの基準による高さ300 m以上の超高層建築物）- あべのハルカス（大阪市）2014年
- 電動式エレベーター - 浅草の凌雲閣（1890年11月10日）
安全面に問題があり、すぐに撤去された。11月10日はエレベータの日とされる。
- エスカレーター - 大正博覧会で設置（1914年）

#### 塔
- 鉄塔 - 通天閣（大阪市浪速区）1912年7月3日
- 集約電波塔 - 名古屋テレビ塔（名古屋市中区）1954年
- 展望塔の免震化工事施工 - 通天閣（大阪市浪速区）2015年7月3日 ※世界初

### 土木
- 本格的な中国風都城 - 藤原京（橿原市）694年
- ニュータウン - 千里ニュータウン（豊中市・吹田市）1962年初入居
- サイフォン - 馬頭サイフォン（佐賀県）1611年
- ガス灯 - 仙巌園の石灯籠（鹿児島市）（1857年）
  - 西洋式の本格的なガス灯 - 大阪の造幣局周辺の街路灯。（1871年）
- 動く歩道 - 阪急梅田駅ムービングウォーク（1967年）
- 公害事件 - 足尾鉱毒事件：明治時代初期。
- ダムの撤去-熊本県営荒瀬ダム(河川法で定義された高さ15mでは初となる。2018年3月に撤去作業を完了)
- 重力式コンクリートダム - 布引五本松ダム（布引貯水池）（神戸市）1900年
- バットレスダム - 笹流ダム（函館市）1923年

### 電気・電子工学
- クォーツ腕時計 - セイコー「アストロン」（1969年）
- 国産電子顕微鏡 - 菅田榮治による倍率一万倍のもの。（1940年）
- サイクロトロン - 理化学研究所の小型サイクロトロン（1937年）
- シンクロトロン - 東京大学原子核研究所の7億eV電子シンクロトロン（1961年）

発・変電工学
- 火力発電所 - 東京電燈により、日本橋茅場町に設置。（1887年）
- 水力発電所 - 三居沢発電所（1888年）※世界2ヶ国目
宮城紡績所の自家用水力発電所。
- 地熱発電所 -（別府市）1925年
- 風力発電所 - 山田風車（稚内市）1938年
- 原子力発電所 - 実験炉JPDR 1963年10月26日初発電
- 商用原子力発電所 - 東海発電所（1966年7月25日稼働）
イギリスから輸入された出力16万6千キロワットのコールダーホール型。
- 太陽光発電所 - 松山太陽光発電所（1996年3月21日実証研究として稼動）
- 洋上風力発電 - 風海鳥（かざみどり）（せたな町）2004年4月1日本格稼動
- 電力会社 - 東京電燈（1883年、現・東京電力ホールディングス）
- 民間シンクタンク - 電力中央研究所（1951年）

照明工学
- アーク灯 - 工部大学校内に設置（1878年3月25日）
点灯された3月25日は「電気記念日」とされる。
- 蛍光灯 - 法隆寺金堂に20W昼光色蛍光灯を136灯設置[71]（1940年8月27日）
- イルミネーション - 第5回内国勧業博覧会での建物のライトアップ（1903年）

ラジオ・音響
- 国産蓄音機 - ニッポノホン（1910年）
- 国産ラジオ受信機（鉱石ラジオ）- 早川電機工業（現シャープ）（1925年）
- 国産テレビ - 高柳健次郎がブラウン管テレビに実験で文字を表示 （1926年）
  - 国産市販テレビ - シャープが14型白黒テレビTV3｜14Tを発売（1953年）
  - 国産カラーテレビ - 東芝製（1957年）
  - 国産デジタルテレビ - 三洋電機「HVC-36DZ1」（2000年）
- 国産テープレコーダー - 東京通信工業（現・ソニー）（1950年）
- 国産ビデオテープレコーダ - ソニー（1958年）
- 民生用VTR一体型ビデオカメラ - ソニー「BMC-100」（1983年）
- CDプレーヤー - 1982年に発売
- DVDプレーヤー - 東芝製（1996年）
- DVDレコーダー - パイオニア「DVR-1000」（1999年）
- BDレコーダー - ソニー「BDZ-S77」（2003年）

通信工学
- 通信機器メーカー - 明工舎（現沖電気工業）（1881年）
- （無線電話の）アマチュア無線局 - 浜地常康に無線電話「東京1番・2番」を許可[72]（1922年）
  - 無線電信のアマチュア無線局 - 安藤博に無線電信無線電話「JFWA, 東京9番」を許可[73]（1923年）
  - 短波のアマチュア無線局 - 安藤博の第2装置 JFPAに対して波長38m（7.89MHz）と波長80m（3.75MHz）の追加を許可[74]（1926年）
- 標準電波 - 船橋の東京海軍無線電信所 JJCが毎月第一金曜日の13:00より長波で定時発射開始（1923年8月3日）

家庭電化製品
- 冷蔵庫 - 三井物産がアメリカから輸入（1923年）
- 国産冷蔵庫 - 日立製作所の試作品（1927年）
  - 正式な製品として日本初なのは芝浦製作所（現：東芝）東京工場で完成した電気冷蔵庫（1929年、型番：SS-1200）
- 国産白物家電 - 芝浦製作所（1930年 - 1933年。電気炊飯器のみ1955年）
- 電子レンジ - 東芝が1959年に開発。

### 機械工学
- 腕時計 - 服部時計店（現・セイコーホールディングス）が1913年に製造販売した「ローレル」。
- ロボット - 學天則：1928年、西村真琴（大阪在住の生物学者）が制作。
- 二足歩行ロボット - WAP-1：1969年、加藤一郎（早稲田大学のロボット研究者）が開発。世界初でもある。

### 精密工学・光学
- 国産顕微鏡（本格的なもの）- M・KATERA（エム・カテラ）松本福松・加藤嘉吉・神藤新吉・寺田新太郎（1914年）
最も古いと考えられている国産顕微鏡は江戸時代のものがある。木製フレームのカルペッパー型顕微鏡などが現存している。
- カメラ - ダゲレオタイプカメラ（1848年）
オランダ船によってもたらされ、薩摩藩の御用商人であった上野俊之丞が購入、藩主の島津斉彬に献上した。
- 写真 - 島津斉彬の銀板写真（1857年）
撮影日とされる6月1日は写真の日となっている。
- 国産の市販カメラ - チェリー手堤用暗函 小西本店（のちコニカを経て現コニカミノルタ）（1903年）
  - 国産印画紙 - 同じく小西本店製（1903年）
  - 国産カラーフィルム -「さくら天然色フヰルム」（1940年）
- 国産一眼レフカメラ - 旭光学（現リコーイメージング）が35mm一眼レフカメラを発売（1952年）
- デジタルカメラ -「FUJIX DS-1P」富士写真フイルム（現富士フイルム）（1988年）※市販用としては世界初でもある

## 産業

### 第1次産業
- BSE牛 - 2001年（平成13年）9月21日に千葉県で確認された個体：9月10日に疑陽性と農林水産省が発表し、のちに確定した。
- 水産物の商標登録 - 佐賀関町漁業協同組合（現・大分県漁業協同組合佐賀関支店）による「関あじ」と「関さば」。1996年（平成8年）10月、同時に地域団体商標登録された。
- 国産タバコ - 『スター』『チェリー（初代）』『大和』『敷島』『朝日』『山桜』の6銘柄。
  - 1904年（明治37年）6月29日発売開始。
- 国産フィルター付きタバコ - 『ホープ』
  - 1957年（昭和32年）7月1日発売開始。
- 通信販売 - 「農学雑誌」におけるトウモロコシの種：1876年（明治9年）。

### 採鉱・冶金
- 金鉱山 - 天平時代の陸奥国小田郡（現・宮城県遠田郡）の金山
天平19年（747年）頃に発見されたと推定される。
- 近代高炉 - 大島高任らが設計・操業の大橋高炉（釜石市）（1857年11月26日火入れ、12月1日初出銑）
12月1日は鉄の記念日とされる。
- 官営製鉄所 - 釜石製鉄所（1880年9月13日操業を開始するが98日目で停止、1883年廃止が決定）
- 民間製鉄所 - 釜石鉱山田中製鐵所（1887年7月設立、日本の近代製鉄業始まる）
- 銑鋼一貫製鉄所 - 八幡製鐵所（1901年操業開始[注 21]）

### インフラ
- 石油会社 - 長野石炭油会社（1871年）
- ガス会社 - 横浜瓦斯（1872年、現・東京ガス）

### 製造業
- 石油化学コンビナート -（四日市市）1963年
- 本格的な器械製糸工場 - 富岡製糸場（富岡市）（1872年操業開始）
日本初の官営工場でもある。器械製糸場自体の日本初は前橋藩の藩営前橋製糸所[75]。
- 国産の鉄砲 - 八板金兵衛清定が作った火縄銃（1543年）
- ストーブ -「カッヘル」（1856年）
箱館奉行の命で武田斐三郎が設計。イギリス船にあったものを模して作られた。
- 化学繊維 - ナイロン6 東洋レーヨン（現東レ）（1941年）

### 小売業
- 朱座 - 蜷川親世の『蜷川親俊日記』「天文十二年三月二十六日条」に記された朱座
天文11年3月26日（ユリウス暦1542年4月11日）に成立。
- デパート（百貨店）- 三越（現・日本橋三越本店）（東京・日本橋）1904年[76]
  - ターミナルデパート - 阪急百貨店（現・うめだ本店）（大阪市）1929年 ※世界初のターミナルデパート
- 公設市場 - 日用品供給場（大阪市）1918年
- 中央卸売市場 - 京都市中央卸売市場（京都市）1927年
- スーパーマーケット - 紀ノ国屋（東京・青山）1953年
  - 24時間営業のスーパーマーケット - 丸和（本社福岡県北九州市）小倉店 1979年
    - 青山ユアーズが日本初という説もあり
- 本格的なショッピングセンター（ショッピングモール）- 玉川高島屋ショッピングセンター 1969年
- コンビニエンスストア - 諸説あり
  - ココストア藤山台店（愛知県春日井市） 1971年 ※ココストアの1号店として開店。その後、屋号の変遷を経てTAC-MATEとなるが、2016年に閉店。
  - 24時間営業のコンビニエンスストア - セブン-イレブン郡山虎丸店（福島県郡山市） 1975年
- アウトレットモール - アウトレットモール・リズム（埼玉県大井町） 1993年 ※2011年に閉店

### 運輸・交通
- バスガイド - 東京周遊バス：1925年（大正14年）12月に始まる。「バスガイド#歴史」も参照。
  - 女性バスガイド - 亀の井自動車（現・亀の井バス）：1928年（昭和3年）に別府地獄めぐり遊覧バスで活用開始。
- 航空機乗務員
  - フライトアテンダント（航空機客室乗務員）- 東京航空輸送社（後に大日本航空が吸収合併）
1931年（昭和6年）4月、東京―下田―清水間の定期旅客路線で乗務開始。この前年スタートした米ボーイング社に続き世界でも2例目の導入。141名の応募者から3名が選抜される様子が新聞各紙で報道され世間の大きな注目を浴びた。
  - 女性機長 - JALエクスプレスの藤明里：2010年（平成22年）7月9日発令[77]。
- ガソリンスタンド - スタンダード・オイル・ニューヨーク社（現・エクソンモービル）が横浜に設置。
  - ビジブル式ガソリンスタンド - 奥田友三郎商店：1919年（大正8年）。
  - セルフ式ガソリンスタンド - 鈴与商事セルフ24：1998年（平成10年）。
- 宅配便 - 特別小口扱：1927年（昭和2年）。

### 通信
- 旗振り通信 - 江戸時代中期

郵便
- 郵便切手（普通切手） - 竜文切手（1871年）
- 記念切手 - 明治天皇銀婚記念（1894年）

電信
- 電信機 - 佐久間象山による指針型電信機（1849年）
オランダ語の書籍を参考に、松代藩の客館から鐘撞堂まで約70mの電線を架設して、電信実験に成功した。
- 電信サービス（有線）- 公衆電報が東京-横浜間で開始された。（1869年）
- 国際電信 - 長崎居留地（長崎市）（1871年8月12日）
- 無線電信機 - 松代松之助が無線通信の実験に成功（1897年）

電話
- 電話 - ベル式電話機2台を金子堅太郎と伊沢修二がアメリカから輸入（1877年）
  - 国産電話 - ベル式電話1号機を田中久重、田中精助、沖牙太郎が作成（1878年）
- 電話サービス - 東京〜横浜間（1890年）
1889年に一年間、東京〜熱海間で商用実験。
- 公衆電話 - 上野駅と新橋駅に設置（1900年）
- 電話ボックス - 京橋に設置（1901年）
- 携帯電話 - 日本万国博覧会に日本電信電話公社が出展（1970年）
- デジタル携帯電話 - NTTドコモ「デジタル・ムーバ」（1993年）
- スマートフォン - 諸説あり
- カメラ付き携帯電話 - J-PHONE（現ソフトバンク）向け端末「J-SH04」シャープ製（2000年）
  - PHSではDDIポケット（現Y!mobile）向け端末「VP-210」京セラ製（1999年）
- テレビチューナー内蔵携帯電話 - ボーダフォン（現ソフトバンク）向け端末「V601N」NEC製（2003年）
  - ワンセグチューナー内蔵携帯電話 - au (KDDI) 向け端末「W33SA」三洋電機製（2005年）
- ラジオチューナー内蔵携帯電話 - au向け端末「A5503SA」三洋電機製（2003年）
  - PHSではアステル向け端末「AT-15」東芝製（1997年）
  - AMラジオチューナー内蔵携帯電話 - NTTドコモ向け端末「SO213iWR」ソニーエリクソン製（2005年）
- ハードディスク搭載携帯電話 - au向け端末「W41T」東芝製（2006年）

## 観光
- 世界遺産 - 法隆寺地域の仏教建造物、姫路城、屋久島、白神山地（1993年12月）
- 国立公園 - 瀬戸内海国立公園、雲仙国立公園（現・雲仙天草国立公園）、霧島国立公園（現・霧島屋久国立公園）（1934年3月16日）
- 西洋式運動公園 - 外国人居留遊園（現・東遊園地）（神戸市）（1868年）
  - 居留地の外国人専用であった。
- 営造物公園 - 公園#日本における近現代公園史より、東京の上野公園、浅草公園、芝公園、飛鳥山公園、深川公園の5公園が、「明治6年太政官布告第16号」により公園として初めて定められた（1873年3月25日）。
- 遊園地 - 浅草花やしき（1853年）
  - 屋上遊園地 - 松屋浅草の屋上にあったプレイランド（1931年）
- テーマパーク - 博物館明治村[78]（1965年）
  - 屋内型テーマパーク - サンリオピューロランド[79]（1990年）
- メリーゴーラウンド - 第5回内国勧業博覧会（大阪）（1903年）
- 観覧車 - 日露戦争戦捷紀念博覧会（大阪市）（1906年5月）
- コースター - 宝塚新温泉のウェーブコースター（1952年）
- ジェットコースター - 後楽園ゆうえんちのジェットコースター（1955年）
- 宙返りするジェットコースター - 谷津遊園のコークスクリュー（1977年）
- 流れるプール - 豊島園（東京都練馬区）（1965年）現在は閉園。
- ウォータースライダー - 船橋ヘルスセンター（1963年）

## 放送

### 放送局・放送免許
- 放送局 - 社団法人東京放送局（現・日本放送協会のNHKラジオ第1放送）
1924年11月29日に法人設立。1925年3月1日、試験放送開始[80]。3月22日午前9時30分、仮設局からの本放送開始。京田武男アナウンサーによる第一声は、「アーアー、聞こえますか。（間）JOAK、JOAK、こちらは東京放送局であります。こんにち只今より放送を開始致します」。この本放送開始日を放送記念日としている[81]。
- 民間放送ラジオ局の本放送 - 中部日本放送（現・CBCラジオ）[82]
1951年9月1日開局。新日本放送（現・MBSラジオ）も同日に開局したが開始時刻はCBCの方が早かった[82]。逆に試験電波の発射は新日本放送の方が先。
- 民間放送テレビ局 - 日本テレビ 1953年8月28日開局[83]。
- 民間放送ラジオ・テレビ兼営局 - ラジオ東京（現・TBSホールディングス）1955年4月1日テレビ放送（現・TBSテレビ）開始[84]。
- コミュニティ放送 - FMいるか：1992年12月24日。
- 国内向け外国語放送（米軍放送を除く）のFM放送局 - FM COCOLO：1995年10月16日[85]。
- 放送持株会社 - フジ・メディア・ホールディングス：2008年10月1日のフジテレビジョン分社化に伴い移行。
- 閉局など
  - 放送局の破綻 - 近畿放送（現・京都放送）：イトマン事件に巻き込まれた[86]。
ラジオ単営局（FM放送）での破綻例はエフエム九州（旧社、現・CROSS FM）が日本初。
  - 地上波放送局の閉局 - エフエムこんぴら：1998年11月30日。コミュニティ放送としても初。移行や合併などを除いた、いわゆる完全廃止。
  - 広域放送局の閉局 - 愛知国際放送：2010年9月30日。

### ラジオ

#### ラジオ放送に関するインフラ・技術
- 中継放送 - 名古屋放送局（のちのNHK名古屋放送局）による天長節祝賀式中継（会場・第3師団練兵場）：1925年10月31日[87]
- 中継ネットワーク（ラインネット） - NHK仙台-東京-名古屋-大阪-広島-熊本の各局：1928年11月5日[88]
- 収録放送 - 「国際聯盟会議の経過」（アセテート盤による）：1932年11月22日[89]
- 短波放送 - NHK短波同時放送（のちのNHKワールド・ラジオ日本）：1934年6月1日
- 有線放送 - 新潟県東頸城郡牧村（現・上越市）にて ：1937年
- FM放送局 - NHK-FM（1957年12月24日）[90]
本放送：NHK-FM（1969年3月1日）
民間FM放送の試験放送：FM東海（1958年12月31日開局。現在のTOKYO FMの前身。本放送は1970年4月26日）
民間FM放送の本放送：FM愛知（1969年12月24日）
- サテライトスタジオ - ニッポン放送：1962年11月、小田急百貨店新宿店内に開設。
- 衛星放送によるラジオ放送 - セント・ギガ：1991年3月30日開局。2003年3月30日に閉局。

#### ラジオ放送の形式
- 立体放送 - NHK東京第1・第2放送：1952年12月20日開始。2つの受信機を利用した一種のステレオ放送。
- AMステレオ放送 - TBSラジオ：1962年7月21日実験放送開始。1964年まで実施。
  - 本放送 - 東京・大阪5局：1992年3月15日開始
- CS-PCM音声放送 - ピーシーエムジャパン：1992年6月15日
- 文字多重放送 - TOKYO FM「見えるラジオ」：1994年10月1日開始。
- FM補完中継局 - 北日本放送新川FM中継局：1991年9月26日開局。

#### ラジオ番組のジャンル
- 臨時ニュース - ：1925年3月5日（仮放送5日目）。深川区（江東区の前身）での火災発生を伝えたもの[80]。
- 演芸番組 - 5代目柳亭左楽の落語『女のりんき』：1925年3月2日（仮放送2日目）[80]
- スポーツ中継番組 - 第13回全国中等学校優勝野球大会：1927年8月13日 - 8月20日[91]
中継を担当したのは大阪放送局（JOBK、現・NHK大阪放送局）。魚谷忠アナウンサーが全21試合を実況した。第一声は「JOBK、こちらは大阪中央放送局甲子園臨時出張所であります」。
初の大相撲中継は1928年の一月場所、初の競馬中継は1931年7月の札幌競馬[91]、プロ野球中継は1936年2月の東京巨人軍対名古屋金鯱軍戦。
  - FM放送局によるスポーツ中継
競馬実況中継 - 1989年、FM岩手が岩手競馬を放送。
プロ野球実況中継 - 1989年、NACK5がナイターを放送。次いで1999年以降各地のコミュニティFMで散発的に放送した後、NHK千葉放送局が、2014年6月15日（千葉県民の日）に千葉ロッテマリーンズ対広島東洋カープ戦を放送。
- 宗教番組 - NHKラジオ第1放送「聖典講義」：1934年3月1日開始[92]。
- 政見放送 - NHKラジオ第1放送：1946年4月（第22回衆議院議員総選挙）[93]
- 深夜放送 - ラジオ東京（TBSラジオ）『イングリッシュ・アワー』：1952年4月1日開始。
  - 終夜放送（24時間放送） - ニッポン放送：1959年10月10日[94][95]
- リクエスト音楽番組
  - 電話リクエスト - ラジオ関西『クリスマス・テレホンリクエスト』：1952年12月24日に放送。
  - ファクシミリによるリクエスト募集 - エフエム大阪『FAXリクエスト』：1980年に放送。
- ワイド番組 - ラジオ東京（TBSラジオ）『東京ダイヤル』：1957年4月1日開始[96]。
- 道路交通情報 - 文化放送『交通ニュース』：1957年開始[97]。
- ラジオショッピング - 文化放送ラジオショッピング：1973年開始[98]。

### テレビ

#### テレビ放送に関するインフラ・技術
- テレビ実験放送 - NHK放送技術研究所が1940年4月13日より開始
- テレビ放送 - NHKが1953年2月1日に開始[99][83]
- テレビの収録放送 - キネコ形式による歌舞伎の収録番組（タイトル不明）：1954年10月[100]
- ケーブルテレビ
  - 共同受信施設としての有線テレビジョン放送 - 1955年6月10日に群馬県北群馬郡伊香保町（現・渋川市）で実験開始[101]、1956年1月に実用化[101]。
  - 自主放送を行うケーブルテレビ局 - 郡上八幡テレビ 1963年9月2日に初放送[101]。
  - 都市型ケーブルテレビ局 - 日本ケーブルビジョン放送網 1968年10月13日開局[102]。
- 直接受信衛星放送 - NHKが1984年5月12日に試験放送開始。
- 放送衛星を利用した衛星放送（BS放送）本放送 - NHKが1989年6月1日に開始。
  - 民放衛星放送かつ有料放送 - WOWOW：1990年11月1日開局。
- 通信衛星を利用した衛星放送（CS放送） - スカイポート：1992年4月開始[103]。
- 映像技術
  - スクリーン・プロセス - 『NTV劇場 私は約束を守った』[104]
  - 字幕
    - 時刻表示 - 日本テレビ、1956年8月19日[105]
    - 音楽番組における歌詞字幕の使用 -『夜のヒットスタジオ』のサザンオールスターズ

  - テレビジョン放映されたCG - みんなのうた『算数チャチャチャ』
    - CG合成が使用された実写番組 -『少年探偵団 (BD7)』
    - 本編にCGが使われたアニメ -『タイムボカン』

  - モザイク処理が使用された番組 -『象印クイズ ヒントでピント』
  - 3D映像が使用された番組 -『オズの魔法使い』
デジタル放送における3D放送は『3D立体革命』
地上デジタル放送では『驚きの嵐!世紀の実験 学者も予測不可能SP&奇跡を呼ぶ実験的生ライブ!!』
- 番組セット
  - ゴンドラを使った番組 -『アップダウンクイズ』
  - ベルトコンベアを使った番組 -『巨泉まとめて百万円』

#### テレビ放送の形式
- カラーテレビ実験放送 - 1956年12月より開始
- カラーテレビ本放送 - 1960年9月10日に開始
- UHFテレビ局 - NHK UHFテレビ実験局
  - 民放UHFテレビ局 - 岐阜放送[106]
- 音声多重放送 - 日本テレビが1978年9月28日にステレオ放送を開始[107]。
- 文字多重放送 - NHKと日本テレビが1985年11月29日に開始[108]。
- ハイビジョン実験放送 - 1989年6月1日に開始。
- ハイビジョン本放送 - 2000年12月1日に開始。
- データ放送 - セント・ギガ衛星データ放送 スーパーファミコンアワー：1995年4月23日開始。
  - 地上波データ放送 - E-NEWS：1996年4月試験サービス開始。
  - 双方向通信型データ放送 - ITビジョン：1996年10月開始。
- デジタルテレビ放送 - パーフェクTV!（現・スカパー!プレミアムサービス）：1996年9月30日開始。
  - サーバ型放送 - ep：2002年7月開始。
  - 地上デジタルテレビ放送 - 東名阪各局：2003年12月1日開始。
    - 移動体向け地上デジタル放送 - ワンセグ：2006年4月1日開始。

  - マルチメディア放送 - モバHO!：2004年10月20日開始。
    - 地上波マルチメディア放送 - NOTTV：2012年4月1日開始。

#### テレビ番組のジャンル
- テレビのスポーツ中継番組 - 後楽園球場でのパシフィック・リーグ 大映対近鉄、毎日対東急：1951年（実験放送）
本放送 - 大相撲夏場所：1953年5月
- 国産テレビドラマ - 『夕餉前』：1940年放送（実験放送）。
  - 国産連続テレビドラマ -『幸福への起伏』：1953年11月放送[104]。
  - 国産の全編フィルム収録によるテレビドラマ - 『ぽんぽこ物語』：1957年放送。
  - 国産でビデオテープレコーダが用いられたテレビドラマ - 『ちんどん屋の天使』：1958年放送。
  - 国産カラーテレビドラマ -『赤い陣羽織』：1959年放送。
- 国産テレビアニメ - 『漫画ニュース』：1957年放送。
  - 国産の連続テレビアニメ -『インスタント・ヒストリー』：1962年放送。
    - 国産1話30分の連続テレビアニメ -『鉄腕アトム』：1963年放送。

  - 国産カラーテレビアニメ - 『もぐらのアバンチュール』：1958年放送。カラー実験放送。
本放送開始以降は1965年放送の『ジャングル大帝』が初。
- 著名人の結婚披露宴生中継 - 三浦友和・山口百恵
- テレビの政見放送 - 1969年9月（1969年徳島県知事選挙）[109]
- 報道番組
  - 本格的キャスターニュースショー -『JNNニュースコープ』[110]
  - ローカルワイドニュース番組 -『RABニュースレーダー』[111][112]
  - 24時間ニュース専門チャンネル - NNN24（現・日テレNEWS24）
- ワイドショー -『木島則夫モーニングショー』[113][114]「モーニングショー」は司会を交代しながら続いている、ANN系の最長寿番組。
- テレビショッピング -『東京ホームジョッキー』
- 長時間特別番組 -『宮城まり子のチャリティーテレソン』[115]

### スポンサー・CM
- スポンサー - 五金洋品：中部日本放送（現・CBCラジオ）が1951年9月1日6時55分から放送した「服飾講座」の提供企業[82]
- コマーシャルメッセージ
  - ラジオ時報CM - 中部日本放送が1951年9月1日7時に放送した精工舎（現セイコー）の時報CM。
  - ラジオスポットCM - スモカ歯磨：新日本放送（毎日放送）が1951年9月1日12時15分頃に放送。60秒[82][116]。
  - テレビCM - 日本テレビが1953年8月28日に放映した精工舎の時報CM。フィルムを裏返しで回してしまったため音声が出力されず、秒針も逆回りに放映され、日本初の放送事故も引き起こした。

## 芸術・文化
- 国民栄誉賞受賞者　※ 解釈によって異なる
  - 日本国籍者による初の受賞 - 古賀正夫（作曲家）　※ 没後受賞
  - 日本国籍者による初の生前受賞 - 山下泰裕（柔道家）
  - 初の受賞 - 王貞治（プロ野球選手） 　※ 中華民国国籍
  - 初の生前受賞 - 王貞治（プロ野球選手）
  - 日本国籍外者による初の受賞 - 王貞治（プロ野球選手）
  - 物故者による初の受賞 - 古賀正夫（作曲家）

- 世界の記憶 - 画家・山本作兵衛の手になる、筑豊の炭鉱画群：2011年（平成23年）5月27日。

- 美人コンテスト[注 22]入賞者
  - 全国大会優勝者 - 末弘ヒロ子
  - 国際大会優勝者 - 児島明子

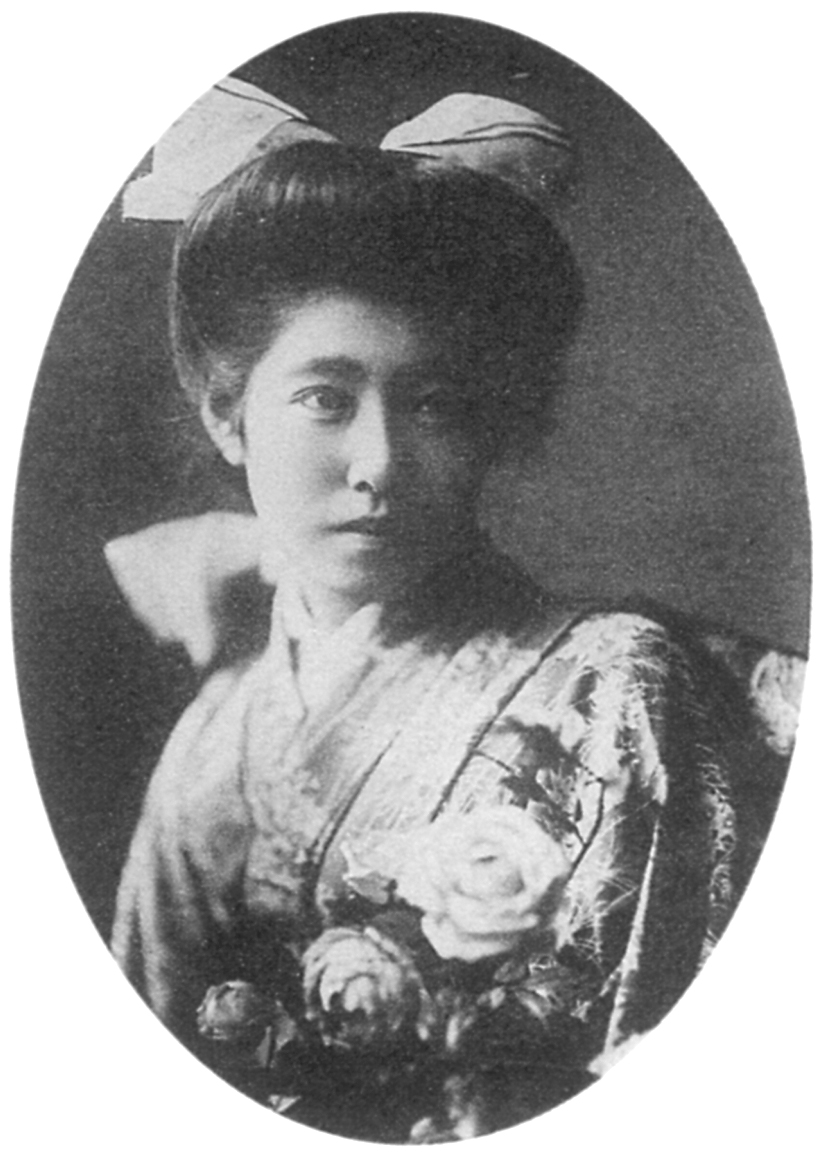
末弘ヒロ子
日本のミスコン優勝者第一号。

    - ミス・インターナショナル - 吉松育美

- 歌舞伎 - 出雲阿国が北野天満宮にて興行（1603年）
- 本格的な寄席 - 初代三笑亭可楽が下谷神社にて興行（1798年）
- サーカス -「アメリカ・リズリー・サーカス」により横浜で興行（1864年）

### ファッション
- 扇（扇子）- 奈良時代後期の発掘品があり、折り畳み出来る扇子は、紙不足の難に窮したが故の日本の発明品である。 日本最古扇司は上京区。
- 西洋理髪店 - ヘアー・ドレッシング・アンド・シェイビング・サロン：文久3年/元治元年（1864年）、ファーガソンが横浜ホテルで開業。
- テーラー -「（金）柴田音吉洋服店」（神戸市）：1883年、日本人最初のテーラーである柴田音吉が元町で開業。
- パーマネントウエーブ -「オリエンタルホテル理髪部」（神戸市）：1923年（大正12年）。

### スポーツ
- ラジオ体操 - 1928年（昭和3年）8月1日、社団法人日本放送協会関西支部（旧・社団法人日本放送協会大阪中央放送局、現・NHK大阪放送局）が放送開始[117]。
世界初は1922年4月、アメリカ合衆国マサチューセッツ州ボストンの放送局WGIによる。

## 音楽
- オペラ歌手 - 高島一恵
  - 1971年、ウィーン国立歌劇場の団員試験に合格し、日本初のオペラ歌手となった。東洋初でもある。
- レコードへの録音 - 川上音二郎の『オッペケペー節』1900年
- 音楽用CDのアーティスト - ビリー・ジョエルと大瀧詠一 1982年
- 着うた - CHEMISTRYの「My Gift to You」2002年12月
- 五線譜による音楽教科書 - 小学唱歌集（1879年(明治12年) - 1884年（明治17年）出版）
- カラオケ機 - 井上大佑が開発した「エイトジューク」（1971年） - 世界初でもある。

### ヒットチャート
日本（日本レコード協会）におけるミリオンセラー認定は1989年1月21日以降に達成されたものに限られている（ゴールドディスクを参照）。
- ミリオンセラーのアルバム - 井上陽水の『氷の世界』1974年[118]
- 10代での連続アルバム（3作連続）ミリオンセラー達成 - 宇多田ヒカル
- 着うたダウンロード件数100万件を突破した楽曲 - 大塚愛の『さくらんぼ』2004年7月19日[119]
- 着うたフルダウンロード件数100万件を突破した楽曲 - GReeeeNの『愛唄』2007年8月3日[120]
- 音楽チャート主要6部門完全制覇アーティスト - ORANGE RANGE
シングル、アルバム、配信、カラオケ、有線、音楽DVDの6冠[121]。
- YouTubeでの再生数1億回を突破したミュージック・ビデオ - AKB48の「ヘビーローテーション」2014年2月23日[122]
- YouTubeでの再生数1億回を突破した1990年代発表の楽曲 - スピッツの「ロビンソン」2019年9月2日[123]
- YouTubeでの再生数1億回を突破したカバー楽曲（歌ってみた動画） - 天月-あまつき-の「小さな恋のうた」2021年3月22日[124][125]
- YouTubeの週間再生回数ランキング1位を獲得した楽曲 - ピコ太郎の「ペンパイナッポーアッポーペン」 2016年[126]
2016年9月30日〜10月6日付の「YouTube Music Global Top 100」で1位を獲得[127]
- Spotifyでの再生数1億回を突破したアーティスト - ONE OK ROCK　2017年5月11日発表[128]
- Spotifyでの再生数10億回を突破したアーティスト - ONE OK ROCK　2021年8月3日発表[129]
- Apple Musicの全世界デイリーチャート「トップ100：グローバル」で1位を獲得した楽曲 - Adoの「新時代」2022年9月1日発表[130]
- アメリカ音楽ヒットチャート1位を獲得したシングル - 坂本九の『上を向いて歩こう』1963年
ビルボード誌（Billboard Hot 100）、キャッシュボックス誌ともに1位を獲得。
- アメリカでミリオンセラーを達成したシングル - 坂本九の『上を向いて歩こう』1964年
- アメリカでビルボードのBillboard 200で100位以内にランクインしたアルバム - ソロシンガーでは坂本九の『Sukiyaki And Other Japanese Hits』1963年、最高14位。グループではYMOの『Yellow Magic Orchestra』1980年、最高81位。
- アメリカでビルボードのBillboard 200で10位以内にランクインしたアルバム - Jojiの『Ballads 1』2018年、最高3位
- ゴールドディスクの認定取り消し - 交響曲第1番 (佐村河内守)　2014年2月8日発表。ゴーストライター問題が発覚し、発売元から辞退申し出があったため。
- 日本でストリーミング・サービスの再生数1億回を突破した楽曲 - 洋楽ではエド・シーランの「シェイプ・オブ・ユー」2019年2月7日発表[131]。日本の楽曲（Billboard Japan調べ）ではあいみょんの「マリーゴールド」2019年6月3日付[132]。
- 日本でストリーミング・サービスの再生数1億回を突破した1990年代発表の楽曲（Billboard Japan調べ） - 椎名林檎の「丸ノ内サディスティック」[133]
- 日本でストリーミング・サービスの再生数1億回を突破した2000年代発表の楽曲（Billboard Japan調べ） - Mr.Childrenの「HANABI」[134]
- 日本でストリーミング・サービスの再生数10億回を突破した楽曲（Billboard Japan調べ） - YOASOBIの「夜に駆ける」[135]
- 日本でストリーミング・サービスの再生数100億回を突破した歌手（Billboard Japan調べ） - Mrs. GREEN APPLE[136]
- CDでミリオン（100万枚）、ダウンロードでミリオン（100万ダウンロード）、ストリーミングでプラチナ（1億回）以上にそれぞれ認定された楽曲 - スピッツの「チェリー」[137]

### コンクール
- 国際コンクール参加および入選 - 井上園子（1933年）：ウィーン国際音楽コンクールピアノ部門に入選。
- 国際コンクール受賞者 - 原智恵子（1937年）：ショパン国際ピアノコンクール入選[138]・特別聴衆賞。
- 国際コンクール最高位獲得 - 田中希代子（1952年）
ジュネーヴ国際音楽コンクールピアノ部門に1位無しの2位特賞。日本初の国際コンクール正規入賞でもある。
- 国際コンクール優勝 - 高野耀子（1954年）：ヴィオッティ国際音楽コンクールピアノ部門。

### 作曲・演奏
- オーケストラ - 宮内省雅楽課の有志により創設（1879年）
- 民間オーケストラ - 東京フィルハーモニーの会管弦楽部（1915年）：東京フィルハーモニーの会は1909年に設立。
- パーマネントオーケストラ - 新交響楽団（現・NHK交響楽団）（1928年）：一時的な公演ではなく、継続的に活動を行った日本で最初のオーケストラ。
- 自治体直営オーケストラ - 京都市交響楽団 1956年
- 吹奏楽団 - 薩摩藩軍楽伝習隊 1869年
- 民間吹奏楽団 - 東京市中音楽会 1888年
- ピアニスト - 久野久
- プロバイオリニスト - 幸田延 1895年
- クラシック器楽曲を作曲 - 幸田延 1897年[139]
- ダンスバンド - ハタノ・オーケストラ 1915年
- プロジャズバンド - ラッフィング・スター・ジャズバンド（神戸市）1925年
- 電子音楽 - 黛敏郎の『素数の比系列による正弦波の音楽』1955年
- 船上ライブ - 地洋丸にて 1912年
- スタジアムライブを行ったアーティスト - 後楽園球場のザ・タイガース 1968年8月12日
- ドーム球場ライブを行ったアーティスト - 東京ドームのTHE ALFEE 1988年3月19日のオープニングイベントにて演奏。
- ドーム球場でソロライブを行ったアーティスト - 東京ドームの美空ひばり 1988年4月11日
- 5大ドームツアー - SMAP
- 弾き語りドームツアー - ゆず 2019年
- 路上ライブ - 新宿西口フォークゲリラ 1969年
- 滑走路ライブを行ったアーティスト - レミオロメン 2006年
- 武道館ライブを行ったソロアーティスト - 西城秀樹 1975年
- 武道館ライブを達成したソロロックアーティスト - 矢沢永吉 1977年
- 武道館ライブを達成したソロラッパー - KREVA 2006年
- 引退興行 - ザ・ピーナッツ 1975年（さよなら公演記事参照）
- 野外フェスティバル - 全日本フォークジャンボリー 1969年
- 年越しコンサート - サザンオールスターズ 1984年
- 同一アーティストグループによる2会場同時併催ライブ[140] - 乃木坂46 2018年7月 ：明治神宮野球場と秩父宮ラグビー場での同時開催
- 常設の専用劇場船による公演[141] - STU48 2019年4月16日

## 映画
- 映画上映 - 神戸市の神港倶楽部でキネトスコープ上映、1896年11月25日
- 活動弁士 - 上田布袋軒、1896年11月25日
- 映画興行 - 大阪市難波の南地演舞場、入場料一般席10銭、特別席20銭、フランスのリュミエール兄弟製作作品、1897年2月15日
- 国産映画 - ドキュメンタリー短篇映画『大坂道頓堀の図』『大坂舞子の踊り』『芸者の手踊り』、会場歌舞伎座、1899年6月20日
- 劇映画監督 - 現代劇：駒田好洋・柴田常吉『ピストル強盗清水定吉』、1899年
  - 女性映画監督 - 坂根田鶴子『初姿』、1936年[142]
  - 時代劇映画監督 - 牧野省三『本能寺合戦』、1908年
- 脚本家 - ≪未編集≫
  - 女性脚本家 - 水島あやめ『落葉の唄』、監督小笠原明峰、1924年[143]
- 映画俳優 - 横山運平『ピストル強盗清水定吉』、1899年
  - 映画女優 - 花柳はるみ『深山の乙女』『生の輝き』、監督帰山教正、1919年
  - 時代劇映画俳優 - 中村福之助、嵐璃徳『本能寺合戦』、1908年
  - 映画スター - 尾上松之助、『碁盤忠信源氏礎』に主演、1909年
  - 学士俳優 - 中村彰、『女の街』、監督今井正、1940年
- 映画専門館 - 電気館 - 浅草公園六区、吉沢商店、1903年
- 鉄骨・鉄筋コンクリート建築の映画館 - 大阪松竹座（1994年取壊、当時の建物は現存せず正面だけ保存）、設計木村得三郎、施工大林組、1923年5月17日開場。
- 撮影所 - 吉沢商店目黒行人坂撮影所、1908年
- ロケーション撮影 - 千葉吉蔵撮影『己が罪』、片瀬・江ノ島、吉沢商店、1908年：当時は「出写し」と呼ばれた[144]
- キネマカラー映画 -『義経千本桜』、監督吉野二郎、天然色活動写真、1914年
- 国産アニメーション映画 - 短篇映画『凸坊新畫帖 芋助猪狩の巻』、監督下川凹天、天然色活動写真、1917年
- トーキーアニメーション映画 - 中編映画『力と女の世の中』、監督政岡憲三、松竹蒲田撮影所、1933年
- アダルトアニメ - 短篇映画『すヾみ舟』、監督木村白山、1932年
- 成人指定アダルトアニメ - 長編映画『㊙劇画 浮世絵千一夜』、監督レオ・ニシムラ、レオ・プロダクション、1969年
- 特撮映画 -『豪傑児雷也』、監督牧野省三、1921年
  - 怪獣映画 -『ゴジラ』、監督本多猪四郎、1954年
- トーキー上映 - アメリカ映画『進軍』『南国の唄』、新宿武蔵野館、1929年5月9日
- ディスク式トーキー映画 -『戻橋』、監督マキノ正博、1929年7月5日公開
- 字幕入り外国語映画 -『モロッコ』、監督ジョセフ・フォン・スタンバーグ、製作・本国公開 1930年、日本公開 1931年2月[145]
- トーキー映画 -『マダムと女房』、監督五所平之助、1931年
- 短篇カラー映画 -『千人針』、監督三枝源次郎、大日本天然色映画、1937年 - 戦後不完全欠損版が、ロシアで発見された。
- 国際合作映画
  - 日独合作映画 -『新しき土』、監督アーノルド・ファンク、1937年
  - 日米合作映画 -『東京ファイル212』、1951年
- 潜水艦映画 -『潜水艦1号』、監督伊賀山正徳、1941年
- 国産長篇アニメーション映画 -『桃太郎の海鷲』、監督瀬尾光世、1943年
- 長篇カラー映画 - ドキュメンタリー映画『寺子屋』、監督マキノ正博、1950年
  - 長篇カラー映画 - 劇映画『カルメン故郷に帰る』、監督木下惠介、1951年
- シネマスコープ映画 -『鳳城の花嫁』、監督松田定次、東映、1957年4月2日
- 長篇カラーアニメーション映画 -『白蛇伝』、1958年
- 70mm映画 -『釈迦』、監督三隅研次、大映、1961年
- 3D映画 -『侍戦隊シンケンジャー 銀幕版 天下分け目の戦』、東映、2009年8月8日公開
- 本格的シネマコンプレックス - ワーナー・マイカル・シネマズ海老名、1993年
- 本格的フィルム・コミッション - 大阪ロケーション・サービス協議会、2000年2月23日設立
- 海外コンクール受賞 -『五人の斥候兵』、1938年ヴェネツィア国際映画祭イタリア民衆文化大臣賞受賞
- 海外コンクール最高賞獲得 -『羅生門』、1951年ヴェネツィア国際映画祭金獅子賞受賞
- アカデミー賞 
  - 美術賞ノミネート - 『巨星ジーグフェルド』エディ今津（英語版） 1936年度（第9回）
  - 名誉賞（現在の外国語映画賞）受賞 - 『羅生門』（黒澤明監督作） 1951年度（第24回）
  - 衣装デザイン賞受賞 - 『地獄門』（衣笠貞之助監督作）和田三造 1954年度（第27回）
  - 助演女優賞受賞 - ナンシー梅木 『サヨナラ』1957年度（第30回）日本人女性初受賞
  - 科学技術賞受賞 - キヤノンの向井二郎、広瀬隆昌 1972年度（第45回）映画用マクロズームレンズの開発による
  - 作曲賞受賞 - 『ラストエンペラー』坂本龍一 1987年度（第60回） デヴィッド・バーン、蘇聡との共同受賞
  - アカデミー名誉賞受賞 - 黒澤明 1989年度（第62回）
  - 短編ドキュメンタリー映画賞受賞 -『パーソナルズ〜黄昏のロマンス〜』（伊比恵子監督作） 1998年度（第71回）
  - 長編アニメ賞受賞 -『千と千尋の神隠し』（宮崎駿監督作） 2002年度（第75回）
  - ゴードン・E・ソーヤー賞受賞 - 宮城島卓夫2004年度（第77回）レンズの開発
  - メイクアップ&ヘアスタイリング賞受賞 - 『ウィンストン・チャーチル/ヒトラーから世界を救った男』辻一弘 2017年度（第90回）デヴィッド・マリノフスキ（英語版）、ルーシー・シビック（英語版）との共同受賞。辻は2006年と2007年にもノミネートされていた。

## その他
- 和字（日本独自の文字）- 万葉仮名：早ければ5世紀（古墳時代）、遅くとも7世紀中頃（飛鳥時代）には成立。